# Instytut Metalurgii Żelaza im. Stanisława Staszica
Instytut Metalurgii Żelaza im. Stanisława Staszica (IMŻ) – polski instytut badawczy z siedzibą w Gliwicach prowadzący prace związane z hutnictwem żelaza i stali. Instytut jest państwową jednostką organizacyjną, posiadającą osobowość prawną. Organem nadzorującym działalność instytutu jest minister właściwy do spraw Przedsiębiorczości i Technologii.

## Historia
Instytut Metalurgii Żelaza im. Stanisława Staszica wywodzi się z Hutniczego Instytutu Naukowo-Badawczego (HIB) im. Stanisława Staszica, który został powołany uchwałą Rady Ministrów Tymczasowego Rządu Rzeczypospolitej Polskiej z dnia 29.04.1945 r.
W 1946 r. Instytutowi przydzielono siedzibę w Gliwicach przy ulicy Karola Miarki 12-14, gdzie w latach 50. i 60. zbudowano zaplecze laboratoryjne i technologiczne. W latach 1952–1953 nastąpiło wydzielenie z Instytutu części zakładów badawczych, na bazie których powstały dwa niezależne instytuty: Instytut Metali Nieżelaznych i Instytut Materiałów Ogniotrwałych, natomiast pozostająca część otrzymała nazwę Instytutu Metalurgii Żelaza.
Pierwszy etap działalności Instytutu obejmuje udział w odbudowie polskiego hutnictwa po zniszczeniach drugiej wojny światowej i rozbudowie jego potencjału wytwórczego. W okresie tym prace Instytutu wynikały z doraźnych potrzeb poszczególnych hut i w związku z tym charakteryzowały się dużym rozproszeniem tematycznym i ograniczonym udziałem badań rozwojowych.
W latach 70. i 80. instytut m.in. wdrożył i upowszechnił stosowanie nowoczesnych grup stali: spawalnych i trudnordzewiejących o podwyższonej wytrzymałości, stali przeznaczonych do bardzo głębokiego tłoczenia, odpornych na ścieranie oraz stali dla energetyki.
W latach 90. w ramach restrukturyzacji polskiego hutnictwa w instytucie wykonano wiele opracowań analitycznych, studialnych, planistycznych i doradczych.
Dyrektorzy
- prof. mgr inż. Stanisław Orzechowski (1945)
- prof. dr inż. Michał Śmiałowski (1945–1951)
- prof. mgr inż. Stanisław Przegaliński (1952–1953)
- prof. mgr inż. Tadeusz Malkiewicz (1953–1962)
- doc. mgr inż. Kazimierz Markiewicz (1962)
- mgr inż. Karol Jezierski (1962–1967)
- prof. dr inż. Władysław Sabela (1967–1978)
- prof. dr hab. inż. Bolesław Mitka (1978–1990)
- prof. dr Edward Barszcz (1990–2002)
- dr inż. Adam Schwedler(inne języki) (2002–2016)[potrzebny przypis]
- prof. dr hab. Józef Paduch (2016-2017)[potrzebny przypis]
- prof. dr hab. inż. Adam Zieliński (od 2018)[4]

Przewodniczący Rady Naukowej
- kadencja 2011–2015: prof. dr Tadeusz Bołd[5]
- kadencja 2015–2019: prof. dr hab. inż. Bogdan Garbarz[6]
- kadencja 2017–2021: prof. dr hab. inż. Zbigniew Malinowski(inne języki)[7]

## Zakres działalności podstawowej
- Badania i doskonalenie procesów technologicznych
- Badania i doskonalenie materiałów
- Ekspertyzy technologiczne i materiałowe, w tym rozjemcze
- Analizy ekonomiczne i finansowe
- Konsultacje i szkolenia
- Certyfikowane materiały odniesienia

## Struktura organizacyjna
- Zakłady badawcze
  - Zakład Chemii Analitycznej (Zakład BC)
  - Zakład Badań Materiałów dla Energetyki (Zakład BE)
  - Zakład Badań Właściwości i Struktury Materiałów (Zakład BL)
  - Zakład Badań Procesów Surowcowych (Zakład BS)
  - Zakład Symulacji Procesów Technologicznych (Zakład BT)
  - Zakład Technologii Wytwarzania i Aplikacji Wyrobów (Zakład BW)

- Komórki administracyjno-techniczne
  - Dział Księgowo-Finansowy (DF)
  - Dział Gospodarczy (DG)
  - Komórka Informatyczna (DI)
  - Dział Spraw Personalnych i Płac (DK)
  - Służba BHP (DH)
  - Radca Prawny (DR)
  - Kancelaria Tajna (DT)
  - Dział Zarządzania i Informacji (DZ)

## Pracownicy naukowi
- profesorowie: Adam Zieliński, Roman Kuziak, Józef Paduch, Janusz Dobrzański, Bogdan Garbarz
- doktorzy habilitowani: Jarosław Marcisz, Marian Niesler, Krzysztof Radwański, Dariusz Woźniak, Jerzy Stępień, Wojciech Szulc